# Stephanus Han Jung-hyun
Stephanus Han Jung-hyun (ur. 7 września 1971 w Hongseong) – koreański duchowny rzymskokatolicki, biskup pomocniczy Daejeon od 2021.

## Życiorys
Święcenia kapłańskie przyjął 21 lutego 2000 i został inkardynowany do diecezji Daejeon. Pracował głównie jako duszpasterz parafialny, był też m.in. asystentem ojca duchownego w rzymskim Kolegium św. Józefa oraz sekretarzem synodu diecezjalnego.
28 listopada 2020 został mianowany biskupem pomocniczym Daejeon ze stolicą tytularną Mozotcori. Sakry biskupiej udzielił mu 25 stycznia 2021 biskup Lazarus You Heung-sik – biskup diecezjalny Daejeon.